# Franz Brahmstaedt
Franz Brahmstaedt (* 22. Februar 1877 in Krefeld; † 1919 ebenda) war ein deutscher Bildhauer.
Franz Brahmstaedt war der Sohn eines 1860 aus Malchin nach Krefeld zugewanderten Musikers. Von 1901 bis 1908 studierte er an der Kunstakademie Düsseldorf. Er heiratete Elfriede Joel († 1974). Brahmstaedt war Mitglied des Krefelder Dürervereins. Das nachgelassene Werk des früh verstorbenen Bildhauers wurde bei einem Bombenangriff auf Krefeld 1943 zerstört. Von den großen Bildwerken sind in Krefeld nur der Kinderbrunnen (1911) und der Trauernde Engel (1915) erhalten geblieben. Weitere kleinere Skulpturen des Künstlers werden in Privatbesitz vermutet.

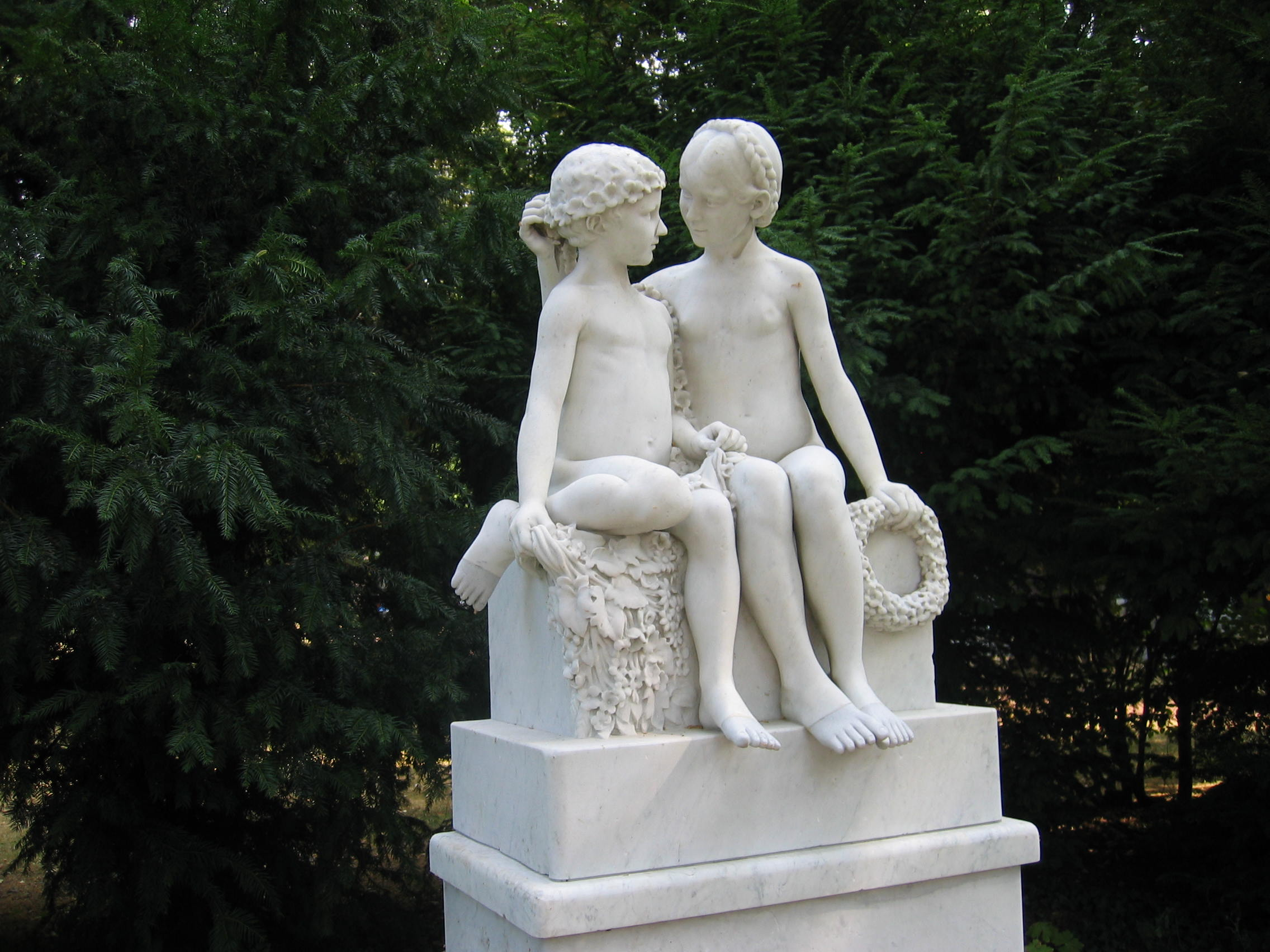
Brahmstaedts Kinderbrunnen in Krefeld
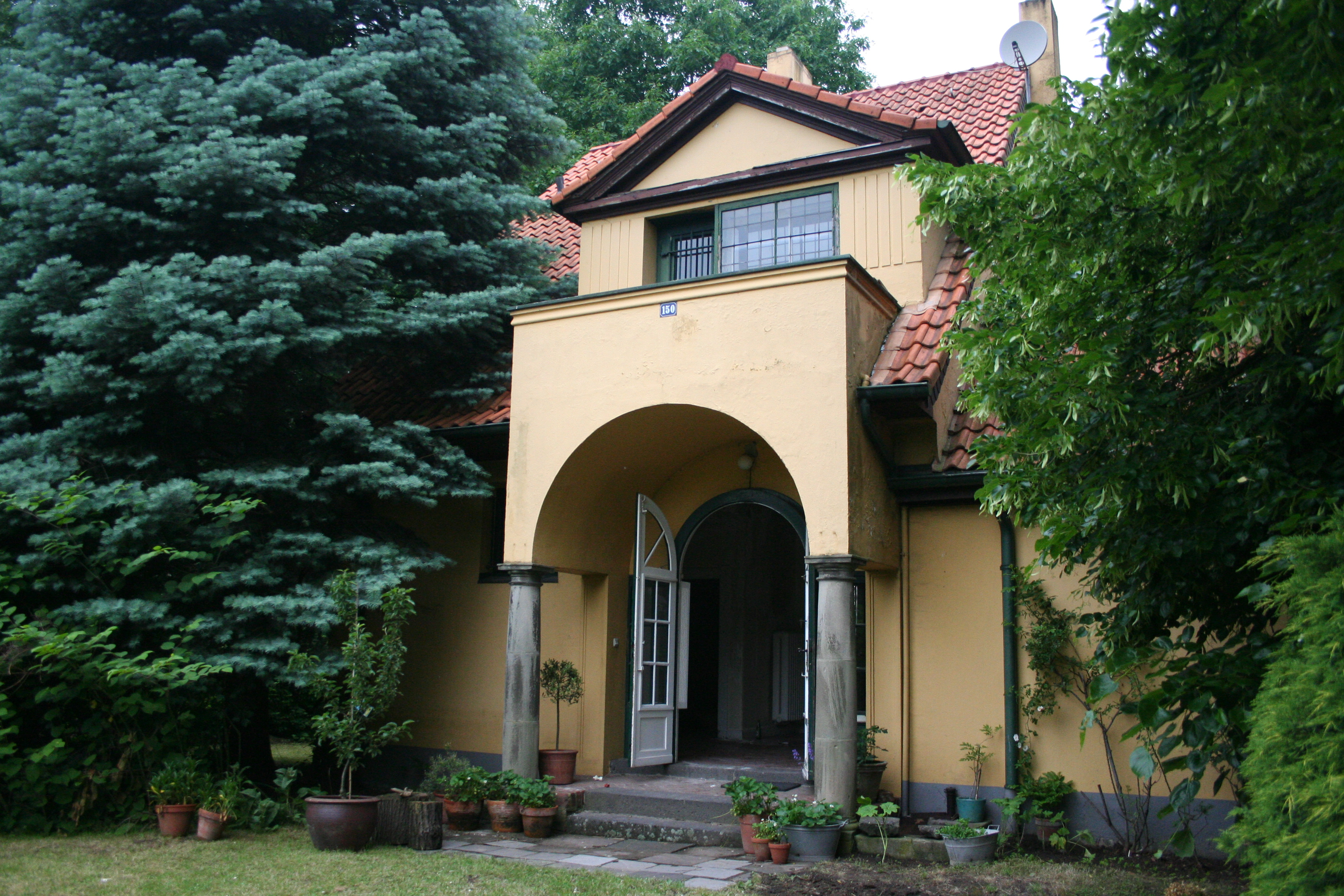
Wohnhaus von Brahmstaedt in Krefeld